# Granada Antitanc Serdyuk de 1941
La Granada antitanc Serdyuk de 1941(VPGS-41) era una granada antitancs dissenyada i utilitzada per la Unió Soviètica durant la Segona Guerra Mundial. Va ser produïda entre 1941 i 1942. Es va cessar la producció, per la baixa qualitat i la poca seguretat de l'arma . El disseny no va ser gaire utilitzat i va ser reemplaçat per les granades antitanc manuals (com la RPG-43).

## Història
Després de la Primera Guerra Mundial, van desaparèixer els fusells llançagranades -al utilitzar aquestes armes per a propulsar les granades per a llançar-les a més distància, el tret que es feia per a disparar-les, danyava l'interior del canó i inutilitzava el fusell per a disparar. Més tard van aparèixer ocasionalment com a armes ersatz. I aquest era el cas del VGPS-41. Va ser adoptat en el moment més crític de la guerra (en el 13 d'octubre de 1941), i en la primavera de 1942 la  producció es va discontinuar, per mor de la gran quantitat d'accidents ocorreguts. La granada va ser el percussor del més famós Faustpatrone o Panzerfaust 30. Es va acabar la producció endemés per els sistemes de detonació de no gaire bona qualitat, que juntament amb un detonador extremadament sensible de mercuri, de producció molt complicat.

## Construcció
Aquesta granada es una granada del tipus ramrod. La granada disposava d'una cua, que corresponia al diàmetre de l'orifici del canó del fusell estàndard de l'Exèrcit Roig, el Mossin-Nagant, és a dir, de 7,62 mm. Un estabilitzador cilindric es va instal·lar a la part de darrere de la granada. Endemés, disposava d'un sistema de tipus acumulatiu, però sense un detonador que sobresortis en les seves característiques, el que feia que no disposés de gaires bones característiques de penetració, d'entre 30 i 40 mm d'acer. Endemés, es va començar a utilitzar el nou mètode de propulsar les granades amb munició de fogueig, ja que aquesta no danyava el canó al llançar la granada, i seguia tenint grans avantatges sobre el llançament manual d'una granada.
La distància estimada de vol per a un sol objectiu (probablement un tanc) seria d'un màxim de 60 metres, i per a grups d'aquests tindria un màxim de 140 metres. Van haver-hi diversos intents d'universalitzar la granada, afegint diverses capes d'una cinta prima en el cos de la granada. La granada es podia utilitzar com a granada de mà, si el fusible UWG s'enroscava en la part del cap en comptes del de tipus ramrod.
La granada tenia cinc parts principals: el cap, el mecanisme de xoc de tipus inercial, el fusible detonador, el sistema ramrod i l'estabilitzador. La càrrega explosiva de l'arma era de 334 grams de TNT premsat. La llargada total d'aquesta era de 455 mm amb un per total de 678 grams (incloent l'explosiu).